# Onthophagus subtropicus
Onthophagus subtropicus là một loài bọ cánh cứng trong họ Bọ hung (Scarabaeidae).